# Красное Городище (Рязанская область)
Красное Городище — деревня Горностаевского сельского поселения Михайловского района Рязанской области России.

## Население
| 1859 | 1897 | 1906  | 2010 |
| ---- | ---- | ----- | ---- |
| 746  | ↗934 | ↗1021 | ↘29  |

## Этимология
Деревня расположена на месте старого городища, которое имело собственное название «Красное Городище». Оно-то и стало названием деревни.